# Lamb & Flag

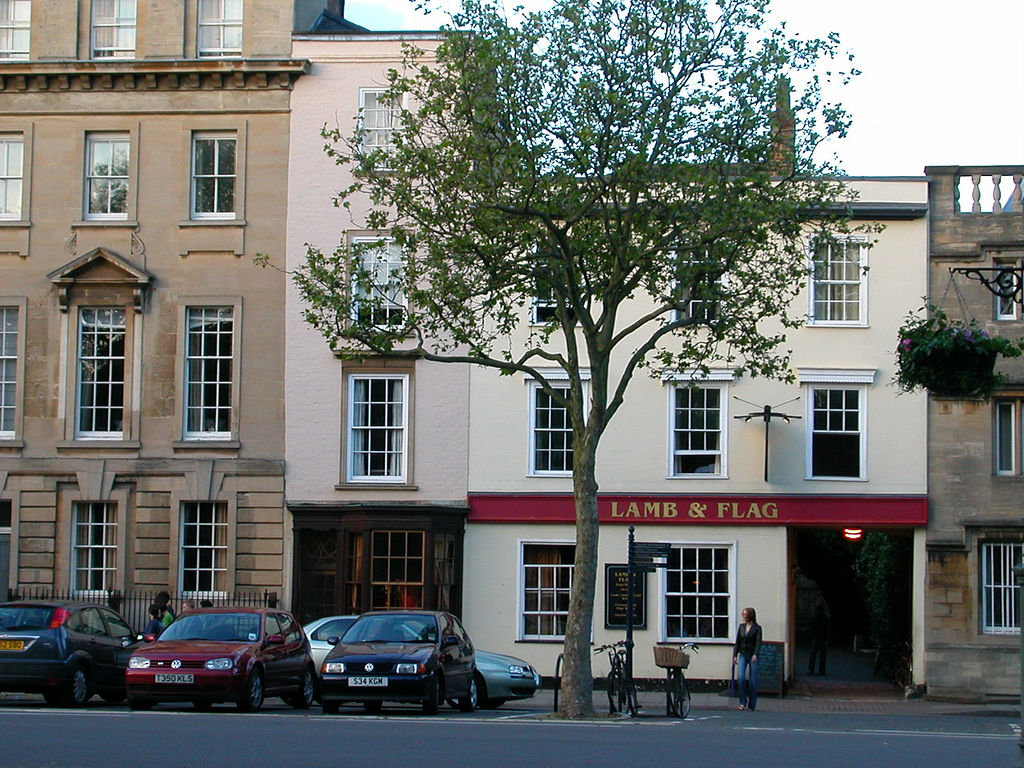
Fachada del pub Lamb & Flag.

El Lamb & Flag («Cordero y bandera») es un típico pub inglés que se encuentra en la calle St. Giles' (Oxford, Reino Unido), justo al norte del Saint John's College, del que es propiedad. Se trata de un nombre bastante común entre los pubs británicos, pero éste de Oxford es el más célebre de ellos, y uno de los lugares favoritos de los estudiantes de Oxford. El Lamb & Flag Passage atraviesa el edificio por su parte sur, conectando St. Giles' con Museum Road, donde hay una entrada desde el Keble College a la trasera del local.

## Enseña

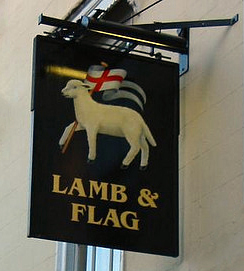
Enseña del pub Lamb & Flag.

El nombre y la enseña del local aluden al simbolismo de Cristo como el Cordero de Dios victorioso (el Agnus Dei) del Libro de las Revelaciones; frecuentemente representado como el animal pasante portando una bandera con una cruz (pintada aquí como la bandera de Inglaterra). Éste también es el emblema de Juan el Bautista, por lo que representa la propiedad de ese College.

## Historia
Se cree que Thomas Hardy escribió en este pub gran parte de su novela Jude el oscuro. En la novela la ciudad de «Christminster» es una alusión a Oxford apenas velada, y se piensa que el pub que aparece en ciertos pasajes de la obra representa al Lamb & Flag. Este pub aparece de manera habitual en episodios del drama detectivesco de la Independent Television Inspector Morse. Los Inklings (un grupo literario que incluía a J. R. R. Tolkien y C. S. Lewis) se reunieron en este local durante un tiempo, aunque se les asocia de manera más intensa al Eagle and Child, otro pub que también se encuentra en St. Giles', directamente enfrente del Lamb & Flag.
Desde que el St. John's College tomó la gestión del establecimiento en 1997, se instituyó la «Beca Lamb & Flag» para estudiantes de postgrado.